# مارك كابلان
مارك كابلان (بالإنجليزية: Mark Kaplan)‏ هو معلم موسيقى وعازف كمان أمريكي، ولد في 30 ديسمبر 1953.

## وصلات خارجية
- مارك كابلان على موقع ميوزك برينز (الإنجليزية)
- مارك كابلان على موقع أول ميوزيك (الإنجليزية)
- مارك كابلان على موقع ديسكوغز (الإنجليزية)